# مارکو روسی (بازیکن فوتبال، زاده ۱۹۷۸)
مارکو روسی (انگلیسی: Marco Rossi؛ زادهٔ ۱ آوریل ۱۹۷۸) بازیکن فوتبال اهل ایتالیا است.
از باشگاه‌هایی که در آن بازی کرده‌است می‌توان به باشگاه فوتبال فیورنتینا، باشگاه فوتبال سالرنیتانا، باشگاه فوتبال جنوآ، و باشگاه فوتبال کومو اشاره کرد.
وی همچنین در تیم ملی فوتبال زیر ۲۱ سال ایتالیا بازی کرده‌است.